# Hinter der Burg 1

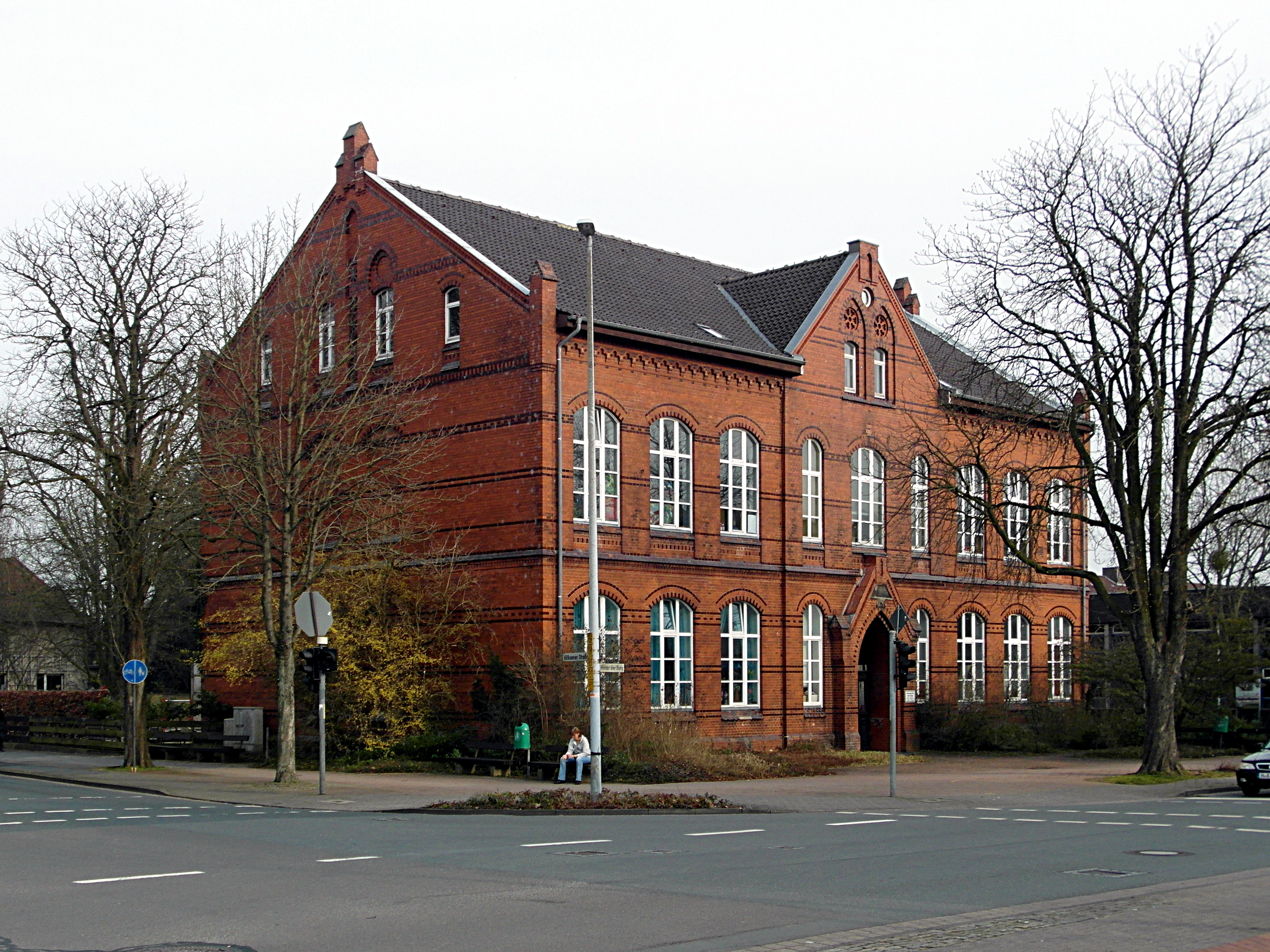
Die ehemalige Volksschule Hinter der Burg 1 in Springe, gesehen von der Straße Am Niederntor Ecke Bahnhofstraße

Hinter der Burg 1 in Springe, Region Hannover, lautet die Adresse eines denkmalgeschützten historischen Schulgebäudes der Stadt am Deister. Die im Zuge der Industrialisierung Ende des 19. Jahrhunderts erbaute sogenannte Rote Schule stellte eines der wenigen Bauten von denkmalpflegerischer Bedeutung außerhalb der alten Stadtkerns Springes dar. und wurde zeitweilig als Volksschule genutzt. Anfang des 21. Jahrhunderts bezog das mit der Sammlung des Vereins Sportsammlung Saloga ausgestattete Fußballmuseum Springe das Haus.

## Geschichte und Beschreibung
Das Schulhaus datiert auf die Jahre 1890 und 1891 und wurde auf einem längsrechteckigen Grundriss in Ziegelbauweise mit zwei Stockwerken errichtet. Optisch symmetrisch gegliedert wurde das Bauwerk unter kleiner Verdachung durch sechs Fensterachsen mit korbbogigen Öffnungen und dem mit neugotischen Elementen geschmückten Mittelrisalit.
Nachdem gegen Ende des Zweiten Weltkrieges am 8. April 1945 amerikanische Truppen in Springe einmarschierten, wurde das Schulhaus ähnlich wie das Haus Nummer 2 der Witwe Louise Hasenbein sowie zahlreiche andere Gebäude in der Stadt ab dem 9. April des Jahres von den Alliierten beschlagnahmt, vor allem zur Unterbringung und Versorgung von Soldaten der Britischen Militärbehörden.